# La stagione dei sensi
La stagione dei sensi è un film del 1969 diretto da Massimo Franciosa. 

## Trama
Quattro giovani ragazze (Claudia, Monica, Michèle e Marina) e due ragazzi (Peter e Marco) durante un'escursione in motoscafo rimangono a corto di benzina. Prima che cali la notte, i ragazzi approdano su un'isola. Qui trovano rifugio in un castello in cui Luca vive, solitario e irrequieto, dopo aver strangolato l'amante ed averne occultato il cadavere.
Cupo e misterioso, Luca affascina le sue ospiti che decidono di rimanere nel castello, mentre Peter e Marco abbandonano l'isola per tornare a casa. Le quattro ragazze, sole con Luca, se lo contendono entrando in competizione tra loro nel corteggiarlo. Luca però si dimostra freddo e sadico e dopo averle soggiogate del tutto a se stesso, le intrappola nel castello abbandonandole sole.

## Distribuzione
Il film è stato distribuito in Italia a partire dal 22 ottobre 1969. La pellicola è conosciuta anche con il titolo internazionale Season of the Senses.

## Colonna Sonora
La colonna sonora, composta da Ennio Morricone, è stata pubblicata originalmente in formato LP dalla Ariete con numero di catalogo ARLP 2005. Nel 2009 la colonna sonora è stata ristampata dalla Carosello in formato LP, con numero di catalogo HCLP 18.
In CD è stata pubblicata nel Regno Unito dalla Curci, con numero di catalogo CU 005, e nel 2008 in Isvezia dalla Fin de Siècle Media, con numero di catalogo FDS30. Entrambe le edizioni in CD hanno un numero variabile di tracce, superiore rispetto all'LP italiano.
Il tema Sospendi il tempo, cantato da Edda Dell'Orso, è stato pubblicato già nel settembre precedente l'uscita del film da Broadway International sul retro del 45 giri Ti amo... ed io di più, cover italiana del singolo Je t'aime... moi non plus di Serge Gainsbourg e Jane Birkin, tradotta da Daiano e cantata da Giorgio Albertazzi e Anna Proclemer.
Sempre nel 1969 è stato pubblicato anche un altro singolo tratto dalla colonna sonora del film. Il 45 giri contenente i due brani cantati da Patrick Samson Gloria e Laila laila. Il 7" è stato stampato dalla Carosello con numero di catalogo CL 20224..

### Tracce
LP Ariete/Carosello
Testi e musiche di Ennio Morricone.
1. Gloria – 3:31
2. Una voce allo specchio – 2:57
3. Sytar – 3:33
4. Tell Me Tell Me (feat. Patrick Samson) – 3:03
5. Sospendi il tempo – 1:59
6. Laila Laila (feat. Patrick Samson) – 3:10
7. Una voce allo specchio – 1:05
8. Dinamica per 5 + 1 – 4:54
9. In tre quarti – 2:08

Durata totale: 26:20